# سیارک ۱۱۸۴۹
سیارک ۱۱۸۴۹ (به انگلیسی: 11849 Fauvel، نامگذاری:1988CF7) یازده هزار و هشتصد و چهل و نهمین سیارک کشف شده‌است که در ۱۵ فوریه ۱۹۸۸ کشف شد.
قدر مطلق سیارک برابر ۱۳٫۷۰ است.